# 日本工業出版
日本工業出版（にほんこうぎょうしゅっぱん　英称：JAPAN INDUSTRIAL PUBLISHING CO., LTD.）は、日本の工学系出版社。1953年、産業広告代理店アド通信社として創立。1959年『配管技術』の創刊を機に技術系専門雑誌の出版に進出し、1961年、日本工業出版と改称し現在に至る。
本社は東京都文京区本駒込。創業者は小林作太郎。日刊工業新聞で語ったところによれば、中央大学在学中、知人の紹介で広告のアルバイトをしたのがきっかけで、「アルバイトが本業になってしまった」と言う。社の基本的なスタンスは小林が社長時代に確立していった。専門技術誌『配管技術』創刊後も次々と新雑誌の創刊を続け事業を拡大して行った。1997年時点では社員43名、年商8.6億円の企業に育て上げている。なお小林作太郎は2001年に66歳で死去し、その後は次代社長に息子の大作が就いている。。

## 出版物

### 書籍
刊行している雑誌の増刊として出版される例が多い。増刊は特定のテーマを設定した形である。その他には実務書、機器ガイド、マニュアルなどを販売。ある業界の技術動向を解説する企画も多い。日本では最初の書として紹介された本も出版したことがある。

### 電子出版
会員登録を行うことで雑誌の一昔前のバックナンバーの無料ダウンロードサービスを実施している。CD-ROMによる販売も行われている。原稿が投稿者によりアップロードされることもしばしばある。

### 雑誌
主に、機械工学、電子工学、環境技術、建築学、計装の領域で技術系専門雑誌19誌（2019年現在）を発行する。。新規性の強い雑誌の場合創刊が新聞で紹介されることもある。。
- 配管技術
- 油空圧技術
- 建設機械
- クリーンエネルギー
- クリーンテクノロジー
- 環境浄化技術
- 計測技術
- 検査技術
- 光アライアンス
- 画像ラボ
- 自動認識
- 超音波TECHNO
- 建築設備と配管工事
- 福祉介護テクノプラス
- 住まいとでんき
- プラスチックス
- 機械と工具
- ターボ機械
- 流通ネットワーキング

### かつて刊行していた雑誌
- I.P.I
- 月刊バーコード
- 新素材
- 住宅設備
- 情報端末
- 住sumai

なお、他団体で発行していた雑誌を引き取りリニューアル刊行する例もある（「プラスチックス」「機械と工具」）。

### セミナー
小林作太郎は社の任務として「技術者の学際、業際の交流」を挙げており、当時から開催していた朝食会のような催しを技術者クラブのような「学会などとは別のものとして育てて行きたい」と語っており、技術者交流にも注力を傾けてきた。その後、2004年より日工技術者養成塾を開設・運営し、日工セミナーという名称で、各業界関係者を対象とした技術講座を開いている。主催は各刊行雑誌となっていることが多い。公式ウェブサイトによれば、「戦う技術者の育成」を目的としている。新聞などで紹介されることもある。現在、主に「日工セミナールーム東京」「日工セミナールーム大阪」にて毎月セミナーを開催している。

### 展示会主催
2019年3月、創業以来初の主催展示会【Grinding Technology Japan（グラインディング テクノロジー ジャパン）】を幕張メッセにて開催(共催:フジサンケイビジネスアイ(現: ㈱産業経済新聞社)様)[以降、隔年開催]、他には、各業界団体が主催する技術展示会に参加し、自社ウェブサイトや雑誌内で告知している。参加する展示会は大半が首都圏で開催するもので、東京ビッグサイトで開催する展示会への参加が多い。

### 資格試験学習用スマホアプリの開発・販売
2013年、「管工事施工管理技士」等、国家資格試験を受験する方々のためのスマホ用アプリ【NIKKO・学(GAKU)アプリ】を開発・販売を開始。